# キム・ソヒョン (1999年生の女優)
キム・ソヒョン（ハングル：김소현、漢字：金所炫、ローマ字：Kim So-hyun、1999年6月4日 - ）は、韓国の元子役、女優。身長165cm（2016年3月基準）。イウムハッシュタグ所属。

## 人物
オーストラリアで生まれ、2003年満3歳の頃、韓国に帰国した。 彼女は父親が早く亡くなった片親家庭の長女として、母と1歳年下の弟と一緒に暮らしている。 2006年、KBS2で放映された《ドラマシティー-十分間、あなたの些細な》の幼いドヨンシム役を務め、演技を披露し、2008年KBS2で放映された《伝説の故郷ー坊や清算行こう》のヨンファ役を務め、正式にデビューした。 その後2010年のサイダスHQとマネジメント専属契約を結んで演技活動を続けた。 2012年初め、MBC《太陽を抱く月》で見せた演技で視聴者に好評を得ており、小学校を卒業し、文井中学校に入学して2015年2月に卒業した後には撮影スケジュールの影響で不規則な登校がクラスの雰囲気を害することを懸念して、高等学校に進学しないでホームスクーリングで学業を続けた。
日本語表記では同姓同名になる1973年生の女優がいるが、別人である。

## 経歴

### 2006年 - 2011年
2006年のドラマスペシャル『ドラマシティー-十分間、あなたの些細な』で脇役を演じる子役としてデビューした。その後2007年に『幸せな女』、『ケ・セラ・セラ』、2008年には『伝説の故郷』、『天使の報復』など数々の作品に出演した。2010年にSidus HQと契約を結んだ。その後、『セレブの誕生』と『製パン王キム・タック』に出演した。誘拐された尊敬されている牧師の娘であるジュ・ヘリンとして『破壊された男』で映画デビューをする。500：1のオーディションで、子役とは思えない控えめな表情で言葉を使わずに表情を伝えることができた。

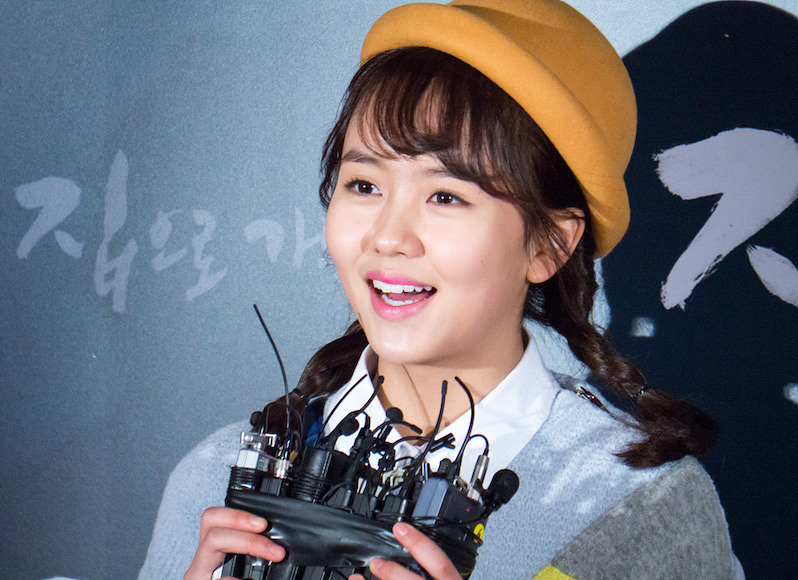
2013年3月のキム・ソヒョン

### 2012年 - 2014年
2012年前半で6作品に出演した。ファンタジードラマ『パダムパダム～彼と彼女の心拍音～』、歴史映画『吾輩は朝鮮の王である』では主演の少女時代を演じた。ファンタジー時代ドラマ『太陽を抱く月』に女性の少女時代として出演し注目を集めた。観客と監督から、敵対者の欲望をいかにうまく描写したかについて表彰を受けた。このドラマは42.2％の瞬間最高視聴率を達成した。このドラマに出演をきっかけに「国民の妹」と呼ばれるようになった。韓国のマスコミからは「子役の女王」と呼ばれた。『屋根部屋のプリンス』『パク・ユチョン』『太陽を抱く月』の共演者ヨ・ジングとメロドラマ『会いたい』で再会した。同級生にいじめられ、「殺人者の娘」と呼ばれ友人を救おうとしている間に誘拐され性的暴行を受ける役を演じた。その後、子役世代で最も賞賛された子供の女優の一人となった。
2013年、主人公の少女時代として『アイリス2』にカメオ出演した。また天才的な頭脳を持つ少女として『私の10年の秘密』に出演した。その後、SBSドラマ『君の声が聞こえる』でイ・ボヨンの少女時代を演じた。 4月20日から、MBCの音楽番組『ショー 音楽中心』にミンホ（SHINee）とノ・ホンチョルでMCを務めた。その後、日本の大ヒットドラマ『家政婦のミタ』の韓国リメイク『怪しい家政婦』に出演した。同年、キム・ユジョンとヨ・ジングとともに、子役の平均以上の給料を稼いでいる上位3人の子役として発表された。ソヒョンはドラマ出演の1話ごとに400万ウォンから600万ウォンを受け取ったと報告された。
2014年、MBCドラマ『トライアングル』でオ・ヨンスの少女時代を演じた。OCNドラマ『リセット』を通じて、初の一人二役に挑戦した。

### 2015年 - 2016年

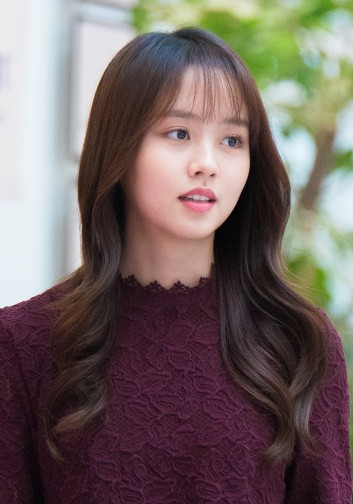
2016年11月15日のキム・ソヒョン

2015年、『匂いを見る少女』の主演の姉妹としてカメオ出演した。ドラマでは、『屋根部屋のプリンス』と『会いたい』に続いて、3度目のパク・ユチョンと共演を果たす。 4月18日、『ショー 音楽中心』のMCを降板した。学校シリーズの『恋するジェネレーション』で初主演を果たし、一人二役を演じた。。このドラマで『第8回コリアドラマアワード』で「今年のスター賞」を受賞した。11月21日、香港のサンシャインシティで初の海外ファンミーティングを開催した。チョン・ヒョンムとパク・ボガムと共に『2015KBS演技大賞』のMCを務めた。
2016年、恋愛映画『純情』で美しい声を持っているが足の怪我に苦しんでいるヒロインを演じた。その後、ミステリースクールのウェブドラマ『悪夢先生』にイ・ミンヒョク（BTOB)と一緒に出演し、学校の不思議な秘密を発見する学級委員長を演じた。同年、パク・ヘリョンの3話のドラマスペシャル『演奏者たち』で事故の後視力を失った「ピアノの天才」を演じた。ドラマは60万回の視聴を達成した。初の台湾でのファンミーティングを4月9日に銘伝大学で開催された。台湾のメディアからは「韓流の妖精」と呼ばれた。 6月4日、イトゥクとホン・ジョンヒョンと『2016年ドリームコンサート』を主催した。またファンタジードラマ『トッケビ～君がくれた愛しい日々～』でカメオ出演を果たした。

### 2017年 - 2018年

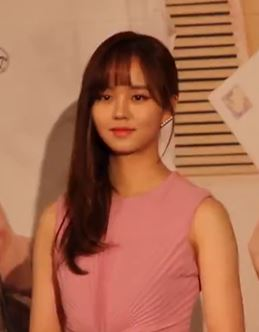
2018年1月15日のキム・ソヒョン

2017年、大ヒット作である日本のアニメ映画『 君の名は。』のキャラクター「宮水三葉」の韓国吹き替えに参加した。その後、5月10日にユ・スンホとともに歴史的および政治的ドラマ『仮面の王 イ・ソン』に出演した。6月3日に初の韓国国内ファンミーティング『ラブリーデイ』を開催した。 2017年8月、会社に7年間在籍したSidusHQとの契約を終了した。 11月11日、ソヒョンは2回目の台湾ファンミーティング『Sweet Dream withAllets』を開催した。 12月、LOEN Entertainmentと提携して、ソヒョンの1人の代理事務所であるE＆T StoryEntertainmentを立ち上げた。事務所は現在、SidusHQ時代のマネージャーであるパク・チャヌクが率いている。
2018年、ユン・ドゥジュンとともにに恋愛ドラマ『ラジオロマンス』に出演した。執筆に精通していないラジオ脚本家を演じている。 1月24日、ソヒョンが水中で撮影しているという写真がオンラインコミュニティで共有された。この日、最低気温はマイナス16度以下で記録されていた。記者会見中1月25日に開催されたこのドラマのPDは、気象警報にもかかわらず、屋外の水上撮影に関する批判に対処した。「キム・ソヒョンの屋外水撮影は日曜日（1月21日）に終わった。彼女が水に入るので、私たちはそれについて多くの議論をした。私たちは近くの安全装置とキャンピングカーを確保した。」と謝罪した。1月24日、時間の制約から、アクションスタントが追加の屋外水中シーンをW撮影した。ソヒョンではなく、アクション俳優が次々に服を着て撮影した。
同日、キム・ヒチョル、シン・ドンヨプと『第27回ソウル歌謡大賞』でMCを務めた。7月1日には初の日本ファンミーティング『キムソヒョン第1回プレミアムファンミーティング』を開催し800人のファンを魅了した。デビュー10年後、彼女自身の旅行リアリティショーに出演した。

### 2019年 - 現在

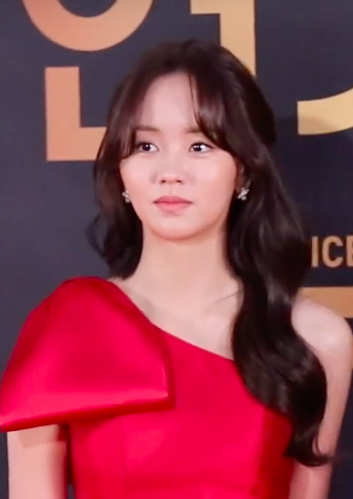
2019年KBS演技大賞のキム・ソヒョン

2019年、ソヒョンはキム・ヒチョル、シン・ドンヨプとともに『第28回ソウル歌謡大賞』のMCに2年連続で選出された。また自身の誕生日の3日前に韓国で2回目のファンミーティング『ソ・ファク・ヘン：キム・ソヒョンの些細だけど確かな幸せ』を開催した。 6月29日、東京TIAT HALLで『1st Anniversary Fanmeeting In Japan』も開催した。Netflixのオリジナル作品『恋するアプリ Love Alarm』に出演しキム・ジョジョ役で主演を務めた。同年、『ノグドゥ伝～花に降る月明かり～』に出演した。このドラマで年末の『KBS演技大賞』で「優秀賞」を受賞した。10月29日、Netflixはドラマシリーズ『恋するアプリ』の第2シーズンにソヒョンが続演することを発表した。
2020年、旅行リアリティ番組『これは私の最初の20であるため』は、YouTube、ネイバーTV、Facebookで2020年5月の時点で600万回を超えた。10月15日にKBS2時代劇ドラマ『月が浮かぶ川』の主演にキャスティングされた。
2021年1月15日にE＆T STORYエンターテインメントと契約終了を発表し、18日に文化倉庫との専属契約をすることを発表した。
2022年8月10日、新事務所であるイウムハッシュタグから専属契約を締結したということが明かされた。

## 出演

### テレビドラマ
- 十分間、あなたの些細な（2006年、KBS2） - ド・ヨンシム（少女時代）役
- 幸せな女（2007年、KBS2） - イ・ジヨン（少女時代）役
- ケ・セラ・セラ（ドラマ）（英語版）（2007年、MBC） - ハン・ウンス（少女時代）役
- 伝説の故郷（2008年、KBS2） - ヨナ役
- 天使の報復（2008年 - 2009年、KBS2） - チョ・ジェニ役
- 幻の王女チャミョンゴ（2009年、SBS） - ミョリ役
- 天国の子供たち（2009年、SBS） - キム・スンヨン役
- 千万回愛してます（2009年 - 2010年、SBS）
- セレブの誕生（2010年、KBS） - イ・シンミ（少女時代）役
- 製パン王キム・タック（2010年、KBS） - ク・ジャリム（少女時代）役
- チャクペ〜相棒〜（2011年、MBC） - グムオク（少女時代）役
- いばらの鳥（2011年、KBS2） - ソ・ジョンウン（少女時代）役
- パダムパダム〜彼と彼女の心拍音〜（2011年 - 2012年、JTBC） - ジナ（少女時代）役
- 太陽を抱く月（2012年、MBC） - ユン・ボギョン（少女時代）役
- 屋根部屋のプリンス（2012年、JTBC） - ホン・セナ ／ ファウン（少女時代）役（一人二役）
- ラブ・アゲイン症候群（2012年、JTBC） - チョン・ユリ役
- Ma Boy（2012年、Tooniverse） - 主演：グリム役[14]
- 会いたい（2012年 - 2013年、MBC） - イ・スヨン（少女時代）役[15]
- アイリス2（2013年、KBS2） - ジ・スヨン（少女時代）役[16]
- 君の声が聞こえる（2013年、SBS） - チャン・ヘソン（少女時代）役[17]
- 私の10年の秘密（2013年、SBS） - チョン・イヒョン（少女時代）役
- 怪しい家政婦（2013年、SBS） - ウン・ハンギョル役[18]
- トライアングル（2014年、MBC） - ファン・シネ（少女時代）役
- リセット（2014年、OCN） - チョ・ウンビ ／ チェ・スンヒ役（一人二役）[19]
- 違うように泣く（2014年、KBS）-リュ・ジへ役
- 匂いを見る少女（2015年、SBS） - チェ・ウンソル役[20]
- 恋するジェネレーション（2015年、KBS2） - 主演：イ・ウンビ ／ コ・ウンビョル役（一人二役）[21]
- 演奏者たち～Page Turner～（2016年、KBS2） - 主演：ユン・ユスル役[22]
- 悪夢先生（2016年、tvcast） - 主演：カン・イェリム役[23]
- キスして幽霊！〜Bring it on, Ghost〜（英語版）（原題：戦おう、幽霊）（2016年、tvN） - 主演：キム・ヒョンジ役[24]
- トッケビ〜君がくれた愛しい日々〜（2016年-2017年、tvN） - キム・ソン役（特別出演）[25]
- 仮面の王 イ・ソン（原題：君主 - 仮面の主人）（2017年、MBC） - ハン・カウン役[26]
- あなたが眠っている間に（2017年、SBS） - パク・ソユン役（特別出演）
- ラジオロマンス〜愛のリクエスト〜（2018年、KBS2） - 主演：ソン・グリム役[27]
- 恋するアプリ Love Alarm（2019年、Netflix） - 主演：キム・ジョジョ役[28]
- ノクドゥ伝～花に降る月明り～（2019年、KBS2） - 主演：トン・ドンジュ役[29]
- 王女ピョンガン 月が浮かぶ川（原題：月が浮かぶ川）（2021年、KBS2） - 主演：ピョンガン / ヨム・ガジン ／ ヨン王妃役（一人二役）[30]
- 恋するアプリ Love Alarm シーズン2（2021年、Netflix） - 主演：キム・ジョジョ役[31]
- 無駄なウソ（2023年、tvN） - 主演：モク・ソルヒ役
- 偶然かな（2024年、tvN） - 主演：イ・ホンジュ役
- グッドボーイ（2025年、JTBC）-主演：ジ・ハンナ

### 映画
- 庭の上の子供（2008年）
- 破壊された男（2010年）
- 我輩は朝鮮の王である（2011年）
- ラスト・プリンセス 大韓帝国最後の皇女（2016年） - 徳恵（トッケ）翁主（少女時代）役
- 純情（朝鮮語版）（2016年）[32]
- 君の名は。（2017年） - 吹き替え[33]

### バラエティ番組
- 音楽中心（2013年4月20日 - 2015年4月18日） - MC[34][35]

### 広告
| 年度      | ブランド                     | 共演                                                                  | 参考   |
| --------- | ---------------------------- | --------------------------------------------------------------------- | ------ |
| 2010      | ポストコンプリメンタリライト | シン・エラ                                                            |        |
| 2012      | ダウニー                     |                                                                       |        |
| 2012      | アップルピンク               |                                                                       |        |
| 2012      | ニンテンドー3DS              | キム・ユジョン                                                        |        |
| 2012~2016 | エリート学生服               | - INFINITE(2012) - WINEER(2015) - BTOB、シン・エラ(2015) - BTOB(2016) |        |
| 2013      | LGU                          | サム・ハミントン、イ・グァンス                                        |        |
| 2013      | 安全社会キャンペーン         |                                                                       |        |
| 2013      | JILLSTUART                   |                                                                       |        |
| 2013~2014 | teens nature                 |                                                                       | [ 36 ] |
| 2014      | ユニオンペイ                 | イ・ヒョヌ、パク・ソジュン                                            |        |
| 2014      | 冷麺                         | ユン・ドゥジュン                                                      |        |
| 2015      | ポストハニーオズ             |                                                                       |        |
| 2015      | HAZZYS ACC                   | ユク・ソンジェ(BTOB)                                                  |        |
| 2015~2016 | ドミノピザ                   | キム・ウビン                                                          | [ 37 ] |
| 2015~2016 | ポカリスエット               |                                                                       | [ 38 ] |
| 2015~現在 | SOUP                         |                                                                       | [ 39 ] |
| 2015~2017 | peripera                     |                                                                       | [ 40 ] |
| 2016      | Gマーケット                  |                                                                       |        |
| 2017      | 三星証券                     |                                                                       |        |
| 2017      | スコノ                       |                                                                       |        |
| 2017~2018 | 日通ペリカン                 |                                                                       |        |
| 2018      | アモーレパシフィック         | コックピット、ユク・ソンジェ、パク・シネ                              |        |
| 2018~現在 | ハンユル                     |                                                                       |        |
| 2019      | コンタクトレンズ             |                                                                       | [ 41 ] |
| 2020      | ボジュロムレイセル           |                                                                       |        |

## 受賞とノミネート

### 受賞
- 2012年　第１回APAN Star Awards - 女性青少年演技賞「（太陽が抱く月）（会いたい）」[42]
- 2012年　MBC演技大賞 - 女性子役賞 「（太陽が抱く月）（会いたい）」[43]
- 2013年　第13回大韓民国青少年映画祭 - 子役賞「（太陽が抱く月）（会いたい）」
- 2013年　MBC放送芸能大賞 - ショー/バラエティ女性部門　新人賞「（音楽中心）」
- 2013年　SBS演技大賞 - ニュースター賞「（君の声が聞こえる）（怪しい家政婦）」[44]
- 2014年　MBC放送芸能大賞 - ショー/バラエティ女性部門　人気賞「（音楽中心）」
- 2014年　KBS演技大賞 - 短編部門女性演技賞「（違うように泣く）」
- 2015年　第30回韓国ベストドレッサースワン賞 - ライジングスター賞
- 2015年　第8回コリアドラマアワード - 今年のスター賞「（恋するジェネレーション）」
- 2015年　KBS演技大賞 - 女性新人演技賞「（恋するジェネレーション）」
- 2015年　KBS演技大賞 - ネズチン賞　女性部門「（恋するジェネレーション）」
- 2015年　KBS演技大賞 - ベストカップル賞「withユク・ソンジェ（恋するジェネレーション）」[45]
- 2016年　マルチメディア＆フィルムテクノロジーアワード - シャイニング女優賞
- 2017年　韓国韓流賞 - 大衆文化賞「（仮面の王 イ・ソン）」
- 2017年　MBC演技大賞 - 女性人気賞「（仮面の王 イ・ソン）」
- 2018年　K-FoodContentインドネシア - 女優部門人気賞
- 2018年　韓国のInstagramアワード - 新興の有名人
- 2018年　MBC放送芸能大賞 - ミュージック・トーク部門女性優秀賞「（Under Nineteen）」
- 2019年　KBS演技大賞 - ベストカップル賞「withチャン・ドンユン（ノクドゥ伝）」
- 2019年　KBS演技大賞 - ミニシリーズ最優秀女優賞「（ノクドゥ伝）」
- 2020年　ブランドカスタマーロイヤルティアワード - 女優部門トレンドアイコン

### ノミネート
- 2012年　第5回コリアドラマアワード - 女性青少年演技賞「（太陽が抱く月）」
- 2012年　MBC演技大賞 - 人気賞「（太陽が抱く月）」
- 2015年　KBS演技大賞 - ベストカップル賞「withナム・ジュヒョク（恋するジェネレーション）」[46]
- 2015年　韓国アップデート賞 - ベストカップル賞「withナム・ジュヒョク（恋するジェネレーション）」
- 2016年　KBS演技大賞 - ミニシリーズ最優秀女優賞「（演奏者たち）」[47]
- 2017年　MBC演技大賞 - ミニシリーズ最優秀女優賞「（仮面の王 イ・ソン）」
- 2018年　第12回Soompiアワード - ベストカップル賞「withユ・スンホ（仮面の王 イ・ソン）」
- 2018年　KBS演技大賞 - ベストカップル賞「withユン・ドゥジュン（ラジオロマンス）」
- 2019年　KBS演技大賞 - ネチズン賞　女性部門「（ノクドゥ伝）」
- 2021年　第57回百想芸術大賞 - TV部門最優秀女優賞「（月が浮かぶ川）」[48]